# Station Strømmen
Station Strømmen is een station in Strømmen in fylke Viken  in  Noorwegen. Het is een van de oorspronkelijke stations langs Hovedbanen. Het station wordt tegenwoordig bediend door lijn L1, de lokale lijn die pendelt tussen Spikkestad en Lillestrøm.